# Martin Motyčka
Martin Motyčka (* 5. srpna 1978, Kyjov) je český spisovatel, historik a teoretik umění, ředitel Diecézního muzea v Brně.

## Život a dílo
Zabývá se sakrálním výtvarným uměním se specializací na jeho ikonografii. Od roku 2015 je ředitelem Diecézního muzea v Brně. Žije ve Vnorovech na Slovácku.
Pod pseudonymem Martin Tarzicius Motyčka je autorem knihy Příběhy s úsměvem i slzou v oku (2005) a divadelních her Bohatství, moc a sláva, aneb pokušení na poušti (2005) a Rachab a Sára (2006). Oba scénáře byly napsány pro křesťanské divadelní společenství mládeže děkanátu Veselí nad Moravou Divadlo Srdcem, které v roce 2004 spoluzakládal. Spoluautorsky se podílel na historické publikaci Duchovní a historické dědictví farnosti svaté Alžběty Durynské ve Vnorovech (2009). Zájem o historii a své profesní zaměření se mu podařilo skloubit v dětské publikaci Procházka po Petrově pro nejmenší (2015).